# Marisa Fernández
María Luisa Fernández Rodríguez (Orense - 11 de junio de 1953) es una matemática española especializada en geometría diferencial, geometría simpléctica y estructuras G2. En 2019, fue galardonada con la medalla de la Real Sociedad Matemática Española.

## Trayectoria
Fernández nació en Orense. Fue estudiante de matemáticas en la Universidad de Santiago de Compostela, donde se licenció en 1974 y completó su doctorado en 1976. Su tesis, titulada Estructura y propiedades de las variedades G1, fue dirigida por el matemático Enrique Vidal Abascal.
Después de una investigación postdoctoral con el matemático Alfred Gray en la Universidad de Maryland, en College Park (Estados Unidos), Fernández comenzó a dar clases en la facultad de ciencias de la Universidad del País Vasco (UPV) en 1986, convirtiéndose en la primera profesora de dicha facultad. Posteriormente, se convirtió en catedrática de geometría y topología en el departamento de matemáticas de esta universidad.

## Reconocimientos
En 1988, la Diputación de la Provincia de Pontevedra concedió a Marisa Fernández Rodríguez el Premio Antonio Odriozola de investigación básica. Posteriormente, en 2019, fue galardonada con la medalla de la Real Sociedad Matemática Española.